# Cyrtodactylus sumonthai
Cyrtodactylus sumonthai är en ödleart som beskrevs av  Bauer 2002. Cyrtodactylus sumonthai ingår i släktet Cyrtodactylus och familjen geckoödlor. IUCN kategoriserar arten globalt som otillräckligt studerad. Inga underarter finns listade i Catalogue of Life.